# فاندافاسي
فاندافاسي (بالإنجليزية: Vandavasi)‏ هي منطقة سكنية تقع في الهند في ضاحية تيروفانمالي. يقدر عدد سكانها بـ 31,320 نسمة وترتفع عن سطح البحر 74 متر.